# Chuck Horner

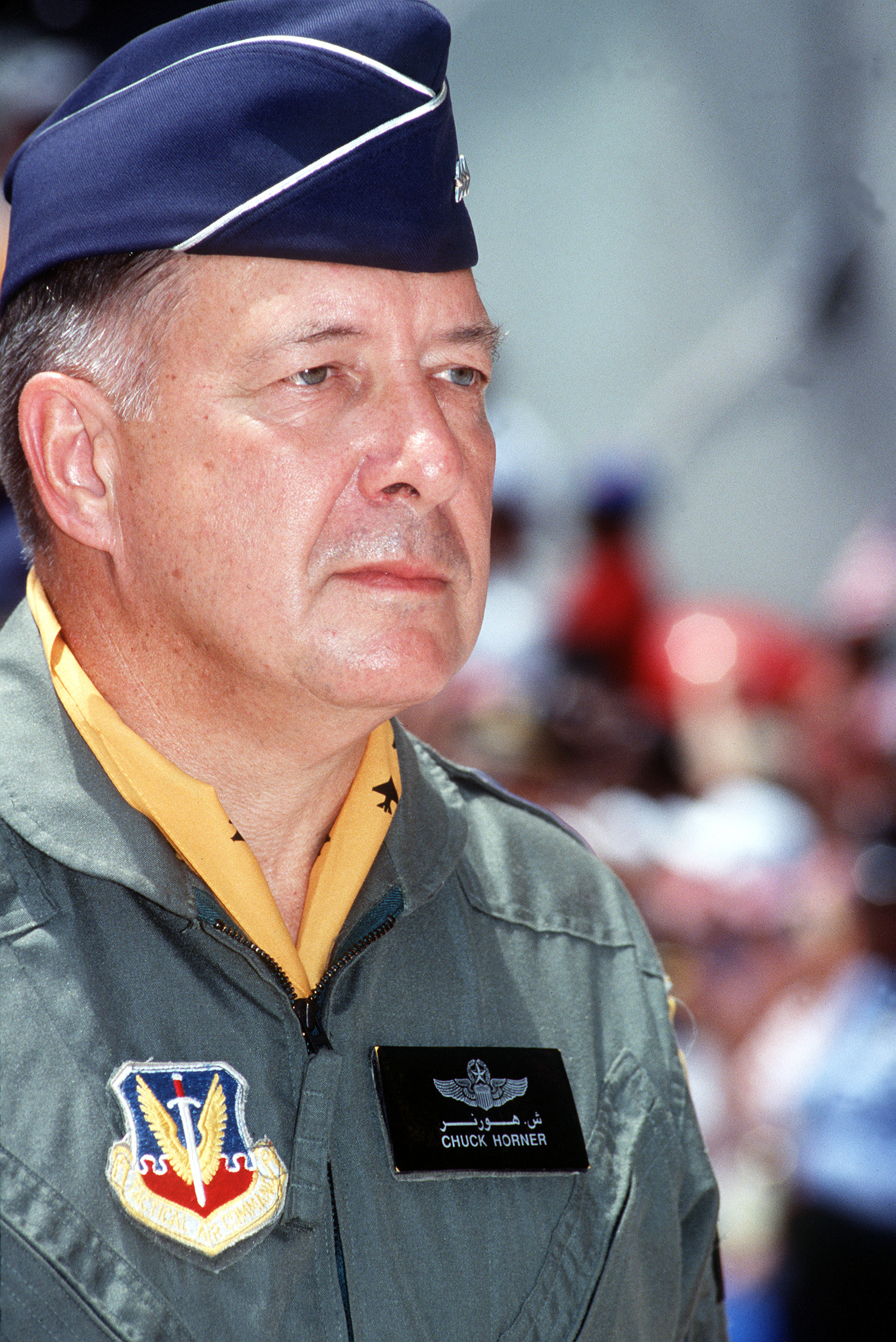
O então tenente-general Charles A. Horner, em 1991.

Charles Albert Horner (nascido em 19 de outubro de 1936) é um general de quatro estrelas aposentado da Força Aérea dos Estados Unidos. 

## Vida
Ele nasceu em Davenport, Iowa e frequentou a Universidade de Iowa, como parte do programa do Corpo de Treinamento de Oficiais da Reserva da Força Aérea. Em 13 de junho de 1958, Horner foi comissionado na Reserva da Força Aérea. Durante a Guerra do Vietnã, ele voou em combate como piloto Wild Weasel e recebeu a Estrela de Prata. Durante a Operação Escudo do Deserto e Operação Tempestade no Deserto, ele comandou as forças aéreas americanas, bem como as dos aliados norte-americanos. Durante a fase do Escudo do Deserto do conflito, Horner serviu brevemente como Comandante-em-Chefe - Avançado do Comando Central dos Estados Unidos; enquanto o general Norman Schwarzkopf Jr. ainda estava nos Estados Unidos. Atualmente, ele atua no conselho de administração do Instituto da Paz dos Estados Unidos.